# Mitt på jorden – mitt under solen
Mitt på jorden – mitt under solen är en svensk dokumentärfilm från 1976. Filmen porträtterar den femåriga flickan Graciela som bor i Ecuador.

### Fotnoter
1. ↑  ”Mitt på jorden – mitt under solen”. Svensk Filmdatabas. http://sfi.se/sv/svensk-filmdatabas/Item/?type=MOVIE&itemid=4972&ref=%2ftemplates%2fSwedishFilmSearchResult.aspx%3fid%3d1225%26epslanguage%3dsv%26searchword%3dMitt+p%C3%A5+jorden+-+mitt+under+solen%26type%3dMovieTitle%26match%3dBegin%26page%3d1%26prom%3dFalse. Läst 2 maj 2013.